# 애비 웰런
애비 웰런(영어: Abby Whelan)은 숀다 라임스가 제작한 미국의 TV 드라마 《스캔들》의 등장인물이다. 배우 다비 스탠치필드가 연기했다. 올리비아 포프의 회사에서 같이 일하는 동료였다. 시즌4에선 회사를 떠나 백악관 대변인이 된다.